# 訃報 1986年6月
訃報 1986年6月（ふほう 1986ねん6がつ）では、1986年（昭和61年）6月中に物故した、又は物故が報じられた人物についてまとめる。

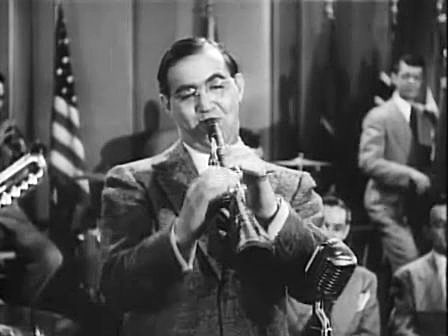
ベニー・グッドマン / 6月13日没

## （1日 - 15日）
- 6月1日 - ヨー・ガルトナー、レーシングドライバー（* 1954年）
- 6月13日 - ベニー・グッドマン、クラリネット奏者（* 1909年）
- 6月14日 - ホルヘ・ルイス・ボルヘス[1]、小説家・詩人（* 1899年）
- 6月15日 - 松田権六、漆芸家（* 1896年）

## （16日 - 30日）
- 6月16日 - モーリス・デュリュフレ、作曲家・オルガニスト（* 1902年）
- 6月18日 - 宇治山哲平、美術家（* 1910年）
- 6月23日 - 加宮貴一、小説家（* 1901年）
- 6月23日 - 桜田一郎、化学者（* 1904年）
- 6月26日 - 前川國男、建築家（* 1905年）
- 6月29日 - 戸川エマ、評論家（* 1911年）